# The Evil Eye
The Evil Eye é um filme mudo produzido nos Estados Unidos e lançado em 1917.